# Hélder Câmara
Pour les articles homonymes, voir Câmara.
Hélder Pessoa Câmara, ou plus couramment, Hélder Câmara, né le 7 février 1909 à Fortaleza au Brésil et mort le 27 août 1999 à Recife, est un évêque catholique brésilien, archevêque d'Olinda et Recife de 1964 à 1985, qui est connu pour sa lutte contre la pauvreté dans son diocèse et dans le monde.

## Biographie
Fils de João Câmara Filho et d'Adelaide Pessoa Câmara, Hélder Câmara est l'avant-dernier d'une famille de 13 enfants. Sa mère est institutrice et son père journaliste. Ordonné prêtre le 15 août 1931 à Fortaleza, il est nommé coadjuteur du cardinal Jaime de Barros Câmara, archevêque de Rio de Janeiro, le 3 mars 1952 et consacré évêque par celui-ci le 20 avril suivant. Le 12 mars 1964, il est promu archevêque d'Olinda et de Recife, dans le Nordeste, une des régions les plus pauvres du Brésil. Il le restera jusqu'au 2 avril 1985, où atteint par la limite d'âge, il part à la retraite.
En 1955, il participe à la création du Conseil épiscopal d'Amérique latine (CELAM). Proche du cardinal Montini, qui deviendra plus tard pape sous le nom de Paul VI, il participe activement au concile Vatican II, s'opposant fermement à la tendance conservatrice. Au sein du CELAM, il contribue à la définition de « l'option préférentielle pour les pauvres », ce qui lui vaut d'être violemment attaqué par les groupes intégristes proches de Gustavo Corção. À peine nommé évêque de Recife, Hélder Câmara décide de quitter les lambris de son palais épiscopal pour s'installer dans une modeste maison au cœur des bidonvilles de sa ville.
Dom Hélder devint un défenseur des droits de l'homme au Brésil et une des figures de la théologie de la libération en Amérique latine, fermement engagé en faveur des plus pauvres, ce qui lui valut le surnom de « évêque des pauvres » ou « évêque des bidonvilles ». Petit par la taille, celui qui est appelé « père Hélder » par ses amis les plus proches - qui le surnomment aussi le « Mecejanense » (en référence à son origine de Messejana (pt)) - ressemblait à un géant dès qu’il prêchait en public. Son engagement lui valut bien des critiques de la bourgeoisie brésilienne. Il est l’objet de nombreuses attaques dénonçant son passé anticommuniste intégraliste (il a milité pour ce parti de 1932 à 1934).
Hélder Câmara critique la dictature militaire brésilienne, qui le surnomme « l'évêque rouge », ce qui lui fit dire : « Je nourris un pauvre et l'on me dit que je suis un saint. Je demande pourquoi le pauvre n'a pas de quoi se nourrir et l'on me traite de communiste. ». 
Marginalisé dans l'épiscopat brésilien et opposant à la dictature des généraux (1964-1985), il fait des séries de conférences en Europe et spécialement en France (en 1970 au Palais des sports ou en 1983 avec La Vie), pendant lesquelles il dénonce la situation de pauvreté du tiers monde, les ventes d'armes à son pays, la guerre du Viêt Nam et la violence de la dictature brésilienne.
Proche des mouvements non-violents et se référant à Gandhi et Martin Luther King, il met en place une pastorale dirigée vers le service des pauvres, qui s'appuie sur le mouvement Action Justice et Paix (cf. Spirale de la violence, Paris, 1970) et sur un séminaire populaire dans lequel il souhaite que les futurs prêtres soient aussi bien formés à l'action sociale qu'à la théologie. En 1977, il participe à la Conférence des évêques d'Amérique latine sur la non-violence.
Il est fait docteur honoris causa des universités de Louvain en 1970, Chicago en 1974, Amsterdam en 1975 et Uppsala en 1977.
En 1979, Jean-Paul II lui rend hommage lors de son voyage au Brésil mais nomme, en 1985, José Cardoso Sobrinho pour lui succéder, contre la volonté de Câmara qui envisageait son évêque auxiliaire Mgr José Lamartine ou son héritier spirituel Mgr Marcelo Pinto Carvalheira, qui deviendra archevêque de João Pessoa. Le nouvel évêque, qui a fait l'essentiel de sa carrière à Rome, se charge de faire table rase de toute son action pastorale libérationniste, fermant notamment l'Institut de théologie de Récife et le séminaire régional de Nord-Est II, renvoyant les prêtres étrangers dans leur pays et enterrant les travaux de la Commission Justice et Paix. Dom Hélder reste fidèle au Saint-Siège et ne commentera pas ces démantèlements.
L'écrivain italien Umberto Eco, dans Le Pendule de Foucault, le décrit ainsi : « Comment pouvais-je encore penser européen, quand j'apprenais que les espoirs de l'extrême gauche étaient entretenus par un évêque du Nordeste, soupçonné d'avoir sympathisé avec le nazisme dans sa jeunesse, lequel, avec une foi intrépide, tenait bien haut le flambeau de la révolte, mettant sens dessus dessous le Vatican effrayé et les barracudas de Wall Street, enflammant de liesse l'athéisme des mystiques prolétaires conquis par l'étendard menaçant et très doux d'une Belle Dame qui, transpercée de sept douleurs, contemplait les souffrances de son peuple ? ». 
Il meurt le 27 août 1999.

## Béatification

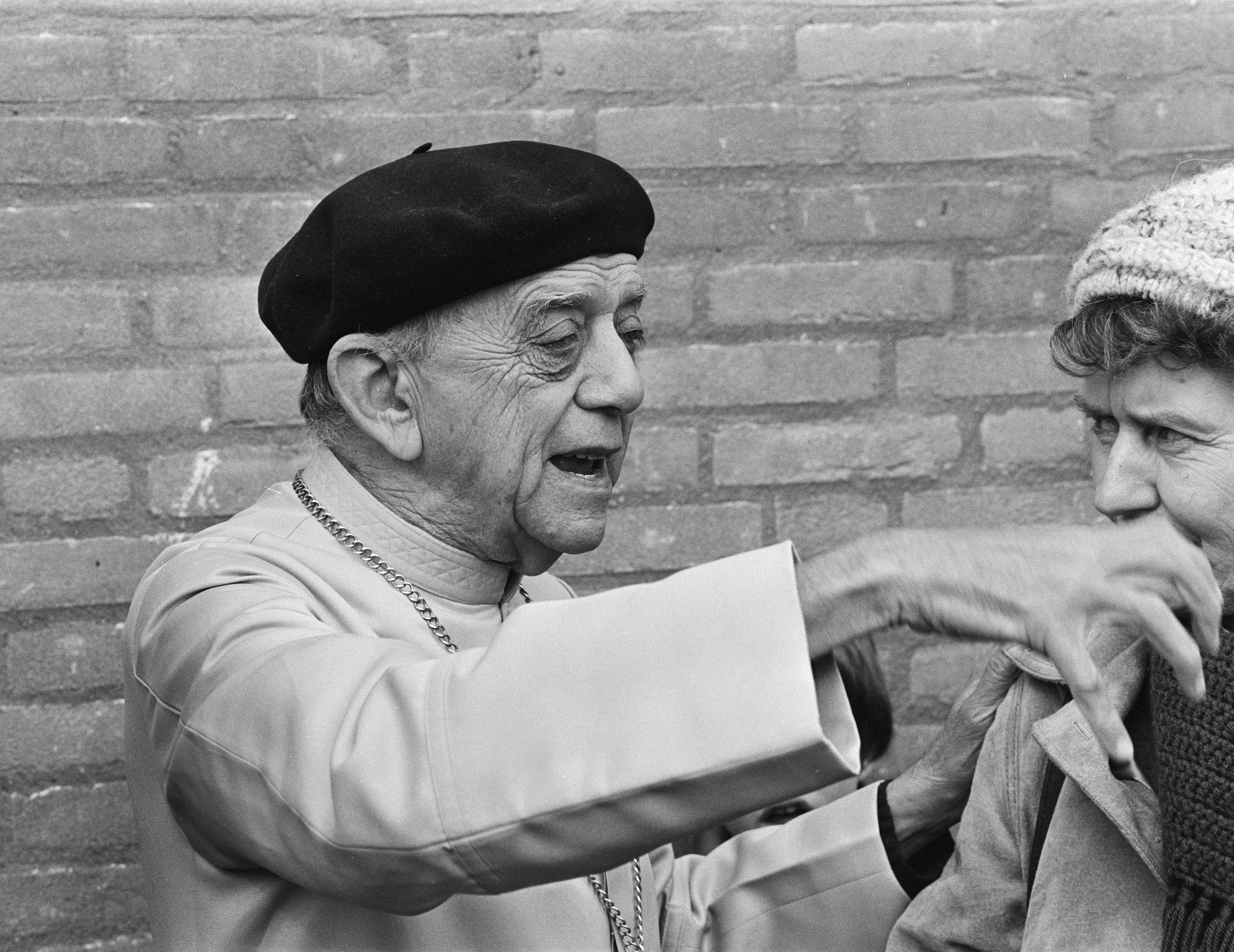
Dom Câmara, en 1981.

Le 28 juillet 2013, s'est ouvert à la phase diocésaine le procès en béatification de Dom Hélder, dans l'archidiocèse d'Olinda et Recife, à l'occasion des Journées mondiales de la jeunesse 2013, réunies au Brésil. Hélder Câmara est donc considéré par l'Église catholique comme « serviteur de Dieu ».
À l'issue de cette phase diocésaine du procès, l'évêque Fernando Saburido demande en mai 2014 que la cause en béatification de Dom Hélder Câmara soit ouverte à Rome. Il écrit notamment que « Dom Hélder a été, et est, un grand exemple pour les gens qu’il a encouragés à vivre l'Évangile ».
Le 27 décembre 2017, le Parlement brésilien, sur proposition du gouvernement, attribue à Hélder Câmara le titre de patron des Droits de l'Homme.

## Distinctions
- Docteur honoris causa de l'université catholique de Louvain 1970
- Prix alternatif de la paix 1974
- Prix Pacem in Terris 1975
- Prix Thomas Merton 1976
- Prix Niwano de la paix 1983

## Œuvres
- Le tiers monde trahi, Paris, Desclée, 1968.
- Spirale de la violence, Paris, DDB, 1970.
- Révolution dans la paix, Paris, Le Seuil, 1970.
- Pour arriver à temps, Paris, DDB, 1970.
- Une journée avec Don Helder Camara, Paris, DDB, 1970.
- Le désert est fertile, Paris, DDB, 1971.
- Mille raisons pour vivre, Paris, Le Seuil, 1980.
- Des questions pour vivre, Paris, Le Seuil, 1984.
- L'Évangile avec Dom Helder, Paris, Le Seuil, 1985.
- Le rosaire de Dom Helder, Paris, DDB, 1997.
- Journal d'un évêque prophétique, Lettres inter-conciliaires écrites durant le concile Vatican II, Paris, Bayard, 2016.

### Sources bibliographiques
- Roger Bourgeon, L'archevêque des favelles, Paris, Robert Laffont, 1968.
- José de Broucker, Dom Helder Camara. La violence d'un pacifique, Paris, Fayard, 1969.
- José de Broucker, Les conversions d'un évêque, entretiens avec Dom Helder Camara, Paris, Le Seuil, 1977.
- Richard Marin, Dom Helder Câmara, les puissants et les pauvres - Contribution à une histoire de l’« Église des pauvres » dans le Nordeste brésilien, Paris, Éditions de l’Atelier, coll. Églises/sociétés, 1995, 366 p.
- José de Broucker, Les nuits d'un prophète. Dom Helder Camara à Vatican II, Paris, Cerf, 2005.